# Многомерный комплексный анализ
Многомерный комплексный анализ — раздел математики, изучающий голоморфные функции нескольких комплексных переменных, определенные в многомерном комплексном пространстве, голоморфные отображения и подмногообразия комплексного пространства. Начало систематическому изучению многомерных комплексных функций было положено К. Вейерштрассом и А. Пуанкаре в конце XIX века. А. Пуанкаре распространил на функции нескольких переменных основную теорему Коши и заложил основы многомерной теории вычетов. Методы многомерного комплексного анализа в настоящее время широко применяются в квантовой теории поля, математической физике, дифференциальной и алгебраической геометрии.